# Zirkonia

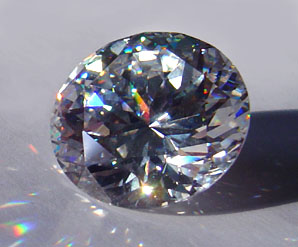
In Brillantschliff geschliffener Zirkonia (cubic Zirconia)

Zirkonia (auch Zirconia und Fianit) ist eine Bezeichnung für künstlich hergestellte Einkristalle aus Zirconium(IV)-oxid (Formel: ZrO2, Zirconiumdioxid), die in der kubischen Hochtemperaturphase stabilisiert wurden. Zirkonia wird als Diamantimitation für Schmuck und zur Herstellung von optischen Komponenten verwendet.

## Herstellung
Die Kurzbezeichnung KSZ bezeichnet kubisch stabilisiertes Zirconiumoxid (englisch Cubic Zirkonia, CZ). Die beiden deutschen Mineralogen Mark Freiherr von Stackelberg und Karl Chudoba entdeckten es erstmals um 1937 als kleine Einschlüsse in natürlichem Zirkon, ohne es tiefer zu untersuchen.
Anfang der 1970er Jahre wurde im Lebedew-Institut der Akademie der Wissenschaften der UdSSR (kyrillisch ФИАН FIAN, daher der Name Fianit) der Wert von künstlichem kubischem Zirkonia erkannt und dieser wenig später erstmals in einem neuen, am Institut entwickelten Verfahren synthetisiert. Der sogenannte Schädeltiegel (englisch skull crucible) erlaubte eine Hochtemperaturschmelze (Schmelzpunkt ZrO2: 2680 °C), die übliche Tiegelmaterialien zerstören würde. Dabei wird das Zirkoniumoxidpulver in einem wassergekühlten Tiegel per Induktionsheizung erhitzt und teilweise aufgeschmolzen, sodass am Rand eine Schicht des Pulvers zusammensintert und damit eine Wärmeschutzschicht darstellt, die zusätzlich auch eine Verunreinigung mit dem Tiegelmaterial verhindert. Von der Form ähnelt die Sinterschicht dem Schädelknochen, der das Gehirn schützt, daher der Name des Tiegelkonzepts. Da das kalte Pulver nicht elektrisch leitend ist, muss mit einem metallischen Zirkoniumstück in der Oxidcharge begonnen werden, das sich verflüssigt und dann weitere Oxidmengen aufschmilzt. Damit beim Abkühlen das kubische Gitter nicht wieder in die monokline Phase übergeht, ist ein Additiv notwendig. Meist werden etwa 10 % Yttriumoxid in die Schmelze gegeben; es sind aber auch andere Stabilisatoren möglich. Durch Reduktion der Induktionsleistung kühlt die Schmelze langsam ab, sodass sich am Ende des Prozesses ein ZrO2-Block von mehreren Kilogramm ergibt, in dem außen eine gesinterte Schutzhülle entstanden ist und innen die Kristalle gewachsen sind.

## Anwendung
Aufgrund seiner Härte von 8–8,5 auf der Mohs-Skala und eines fortgeschrittenen Produktionsprozesses entwickelte er sich zu einem hochqualitativen, kostengünstigen Schmuckstein und ist heutzutage in der Schmuckindustrie relevant.
Ein einkarätiger Zirkonia kostet weniger als ein Tausendstel dessen, was man für einen gleich großen Diamanten guter Qualität bezahlt (nur etwa 1 Euro gegenüber etwa 8000 Euro – Stand Ende 2017).
Als Schmuckstein können diese entweder mit Yttriumoxid (Y-KZP) oder mit Calciumoxid (CSZ) stabilisiert sein. Calciumstabilisiertes Zirkonia kann beim Kontakt mit Borsäure, die zum Beispiel zum Schutz von Diamanten und anderen Edelsteinen bei Feuerarbeiten während der Schmuckherstellung eingesetzt wird, Verätzungsspuren davontragen. Da ohne aufwendige Untersuchungen nicht festgestellt werden kann, mit welchem Oxid stabilisiert wurde, besteht die Gefahr der Beschädigung des Steins, insbesondere auch, wenn bei Reparaturen von vermeintlichem Brillantschmuck in Wirklichkeit KSZ vorliegt.

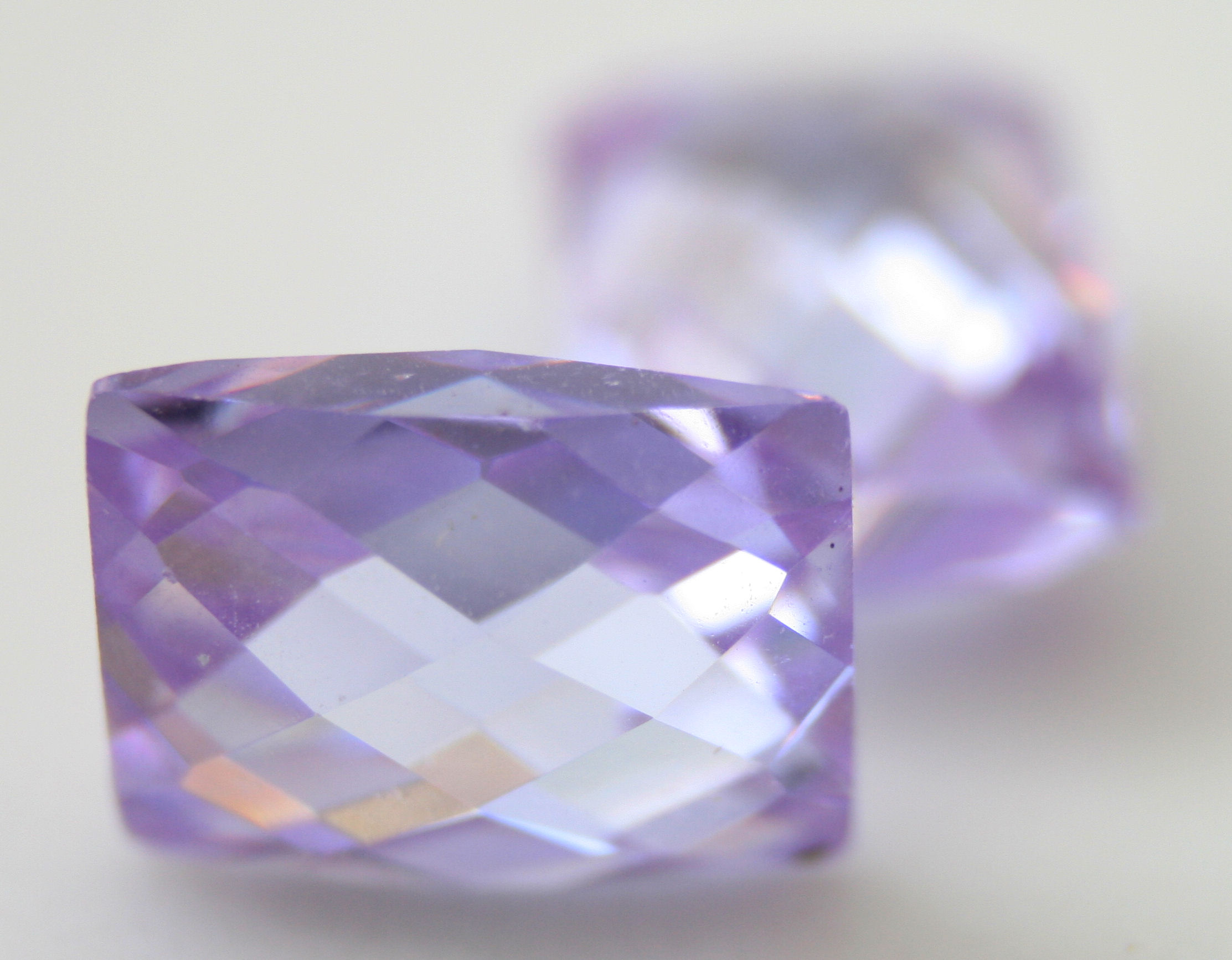
Violetter Zirkoniastein mit Schachbrettschliff
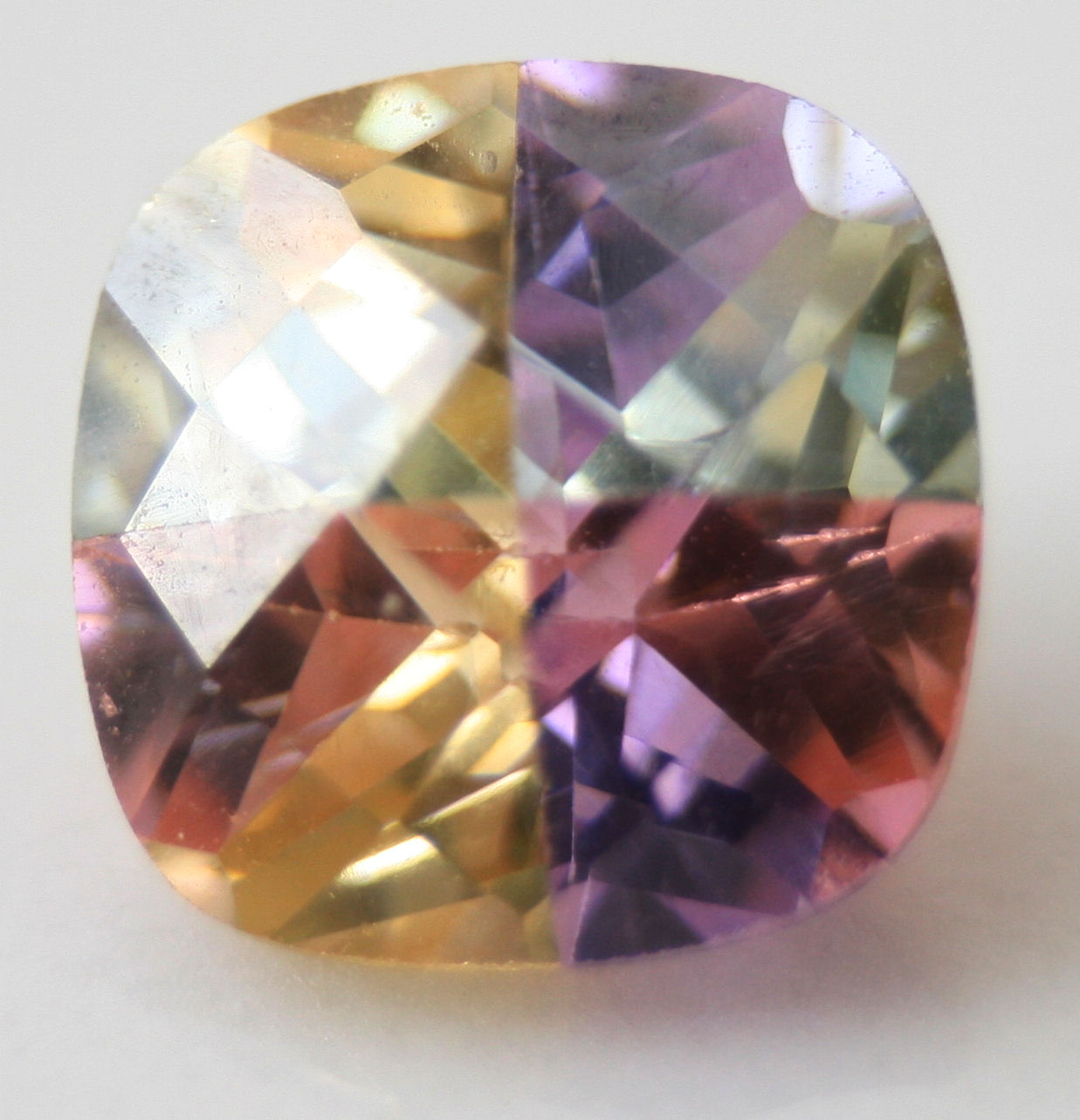
Mehrfarbiger Zirkoniastein
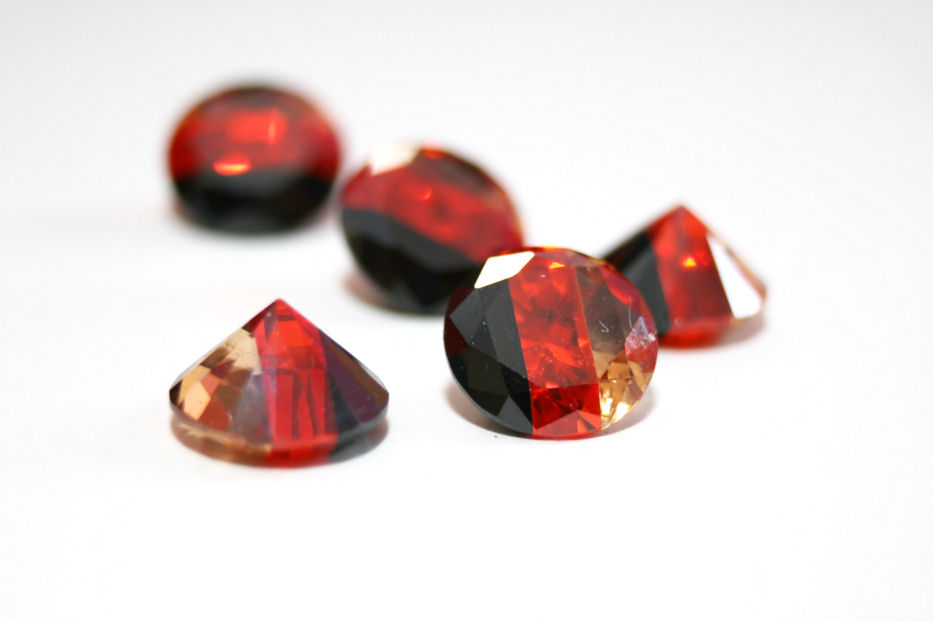
Dreifarbiger Zirkoniastein

KSZ wird in allen Größen und Formen und sogar mit künstlichen Einschlüssen hergestellt. Zirkonia kann aufgrund seiner Isomorphie mit verschiedenen Elementen dotiert werden, um die Farbe des Kristalls zu verändern. Die Tabelle unten gibt eine Auswahl von Dotierungselementen und die resultierende Farbe an.
| Element   | Symbol | Farbe                |
| --------- | ------ | -------------------- |
| Cer       | Ce     | gelb-orange-rot      |
| Chrom     | Cr     | grün                 |
| Cobalt    | Co     | flieder-violett-blau |
| Erbium    | Er     | rosa                 |
| Europium  | Eu     | rosa                 |
| Eisen     | Fe     | gelb                 |
| Holmium   | Ho     | champagner           |
| Mangan    | Mn     | braun-violett        |
| Kupfer    | Cu     | gelb-aquamarin       |
| Neodym    | Nd     | purpur               |
| Nickel    | Ni     | gelb-braun           |
| Praseodym | Pr     | bernsteingelb        |
| Thulium   | Tm     | gelb-braun           |
| Titan     | Ti     | gold-braun           |
| Vanadium  | V      | grün                 |

| Farbspektrum         | Dotierung mit                                               |
| -------------------- | ----------------------------------------------------------- |
| gelb-orange-rot      | {\displaystyle {\ce {CeO2}}}, {\displaystyle {\ce {Ce2O3}}} |
| gelb-bernstein-braun | {\displaystyle {\ce {CuO, Fe2O3, NiO, Pr2O3, TiO2}}}        |
| rosa                 | {\displaystyle {\ce {Er2O3, Eu2O3, Ho2O3}}}                 |
| grün-olive           | {\displaystyle {\ce {Cr2O3, Tm2O3, V2O3}}}                  |
| flieder-violett      | {\displaystyle {\ce {Co2O3, MnO2, Nd2O3}}}                  |

Neben der Schmuckindustrie werden yttriumstabilisierte Zirkonia-Kristalle aufgrund ihrer optischen Eigenschaften auch in der technischen Optik für Fenster, Linsen, Prismen, Filter und Laserbauteile verwendet. In der chemischen Industrie nutzt man sie als Sichtfenster bei korrosiven Flüssigkeiten.

## Abgrenzung
Auch Experten können gute Zirkoniasteine nicht durch Augenschein, sondern erst durch eine Messung des Wärmeleitwerts von Diamanten unterscheiden: Während Diamanten besonders gut wärmeleitend sind, leiten Zirkonia Wärme besonders schlecht (siehe Zirconiumdioxid, Verwendung). Weitere relativ einfache und durch nichtdestruktive Messverfahren zu ermittelnde Unterschiede zum Diamanten sind die unterschiedliche Lichtbrechung (Brechungsindex Zirkonia 2,18; Diamant 2,42) und Dichte (Zirkonia 5,8 g·cm−3, Diamant 3,5 g·cm−3).

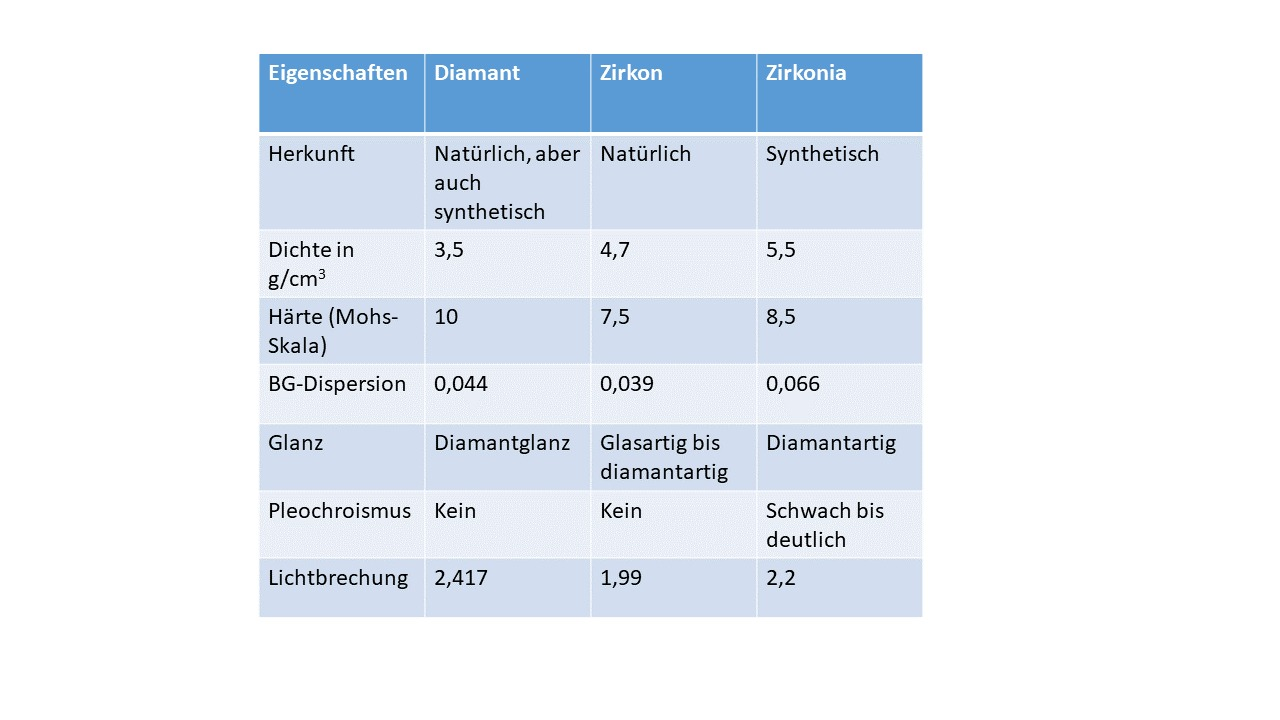

Das Mineral Zirkon (ZrSiO4), eine Verbindung aus Zirconium, Silicium und Sauerstoff, wird in seiner transparenten Form ebenfalls oft als Schmuckstein verwendet, was manchmal zu Verwechslungen führt. Vor bis zu 4,4 Milliarden Jahren entstand der Zirkon und gilt als ältestes bekanntes Mineral der Erde. Der Zirkon hat einen hohen Brechungsindex, welcher ihm seine optische Ähnlichkeit mit Brillanten verleiht. Dieser Index misst die Brillanz eines Steins – der Diamant hat den höchsten unter den transparenten Schmucksteinen: Er schwankt zwischen 2,417 und 2,419. Zum Vergleich: Der Brechungsindex beim Zirkon liegt zwischen 1,92 und 1,98. Zirkon besitzt eine starke Brillanz, ein wunderschönes Feuer und einen adamantinen Lüster. Die Brillanz und das Vorkommen in verschiedenen Farben machen den Zirkon zu einem beachtenswerten und sehr beliebten Stein für Schmuckstücke.
Zirkon erlebte als Schmuckstein mehrere Blütezeiten. Im Europa des 16. Jahrhunderts wurde er häufig von italienischen Juwelieren verarbeitet, später fand er auch im viktorianischen Schmuck Verwendung. Diese Wertschätzung hält bis heute an. Die schönsten Zirkone stammen aus Kambodscha, Nigeria, Sri Lanka und Tansania und gelten als echte Alternative zum härtesten Edelstein der Welt für die Schmuckherstellung. Trotz des ähnlichen Namens sind Zirkonia (Zirconiumdioxid) und Zirkon (Zirconiumsilicat) zu unterscheiden.